# Tetragnatha petrunkevitchi
Tetragnatha petrunkevitchi is een spinnensoort in de taxonomische indeling van de strekspinnen.
Het dier behoort tot het geslacht Tetragnatha. De wetenschappelijke naam van de soort werd voor het eerst geldig gepubliceerd in 1947 door Caporiacco.